# Плавання на літніх Олімпійських іграх 1936
Змагання з плавання на літніх Олімпійських іграх 1936 у Берліні тривали з 8 до 15 серпня 1936 року на Олімпійському плавальному стадіоні. Розіграно 11 комплектів нагород:6 серед чоловіків і 5 серед жінок. Змагання розпочалися в суботу 8 серпня 1936 року і завершилися в суботу 15 серпня 1936 року. Змагалися 248 спортсменів з 29-ти країн.

## Таблиця медалей
| Місце               | Країна              | Золото | Срібло | Бронза | Загалом |
| ------------------- | ------------------- | ------ | ------ | ------ | ------- |
| 1                   | Японія (JPN)        | 4      | 2      | 5      | 11      |
| 2                   | Нідерланди (NED)    | 4      | 1      | 0      | 5       |
| 3                   | США (USA)           | 2      | 3      | 3      | 8       |
| 4                   | Угорщина (HUN)      | 1      | 0      | 1      | 2       |
| 5                   | Німеччина (GER)     | 0      | 3      | 1      | 4       |
| 6                   | Данія (DEN)         | 0      | 1      | 1      | 2       |
| 7                   | Аргентина (ARG)     | 0      | 1      | 0      | 1       |
| Загалом (7 збірних) | Загалом (7 збірних) | 11     | 11     | 11     | 33      |

## Медальний залік

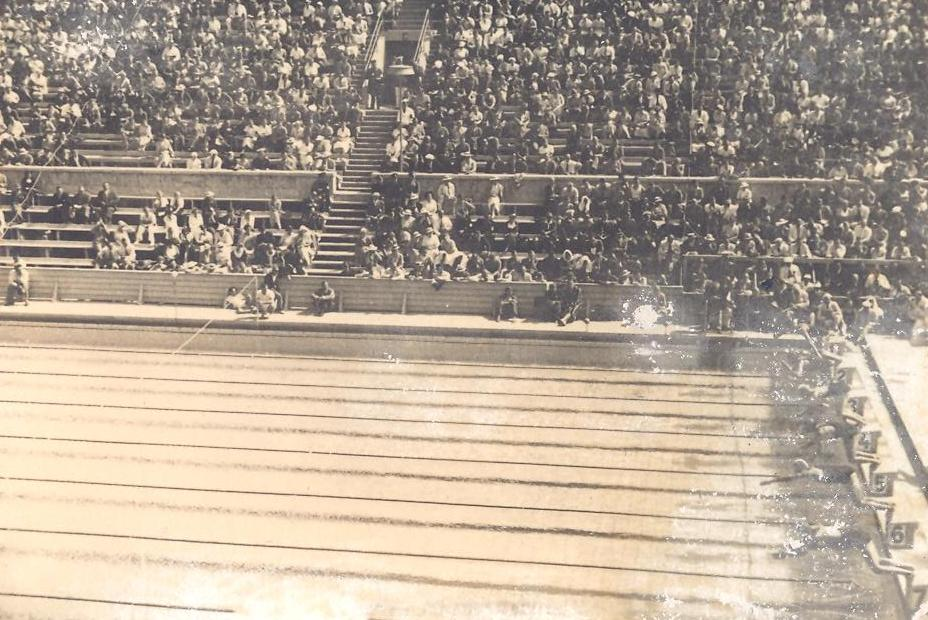
Плавання на літніх Олімпійських іграх 1936 року в Берліні

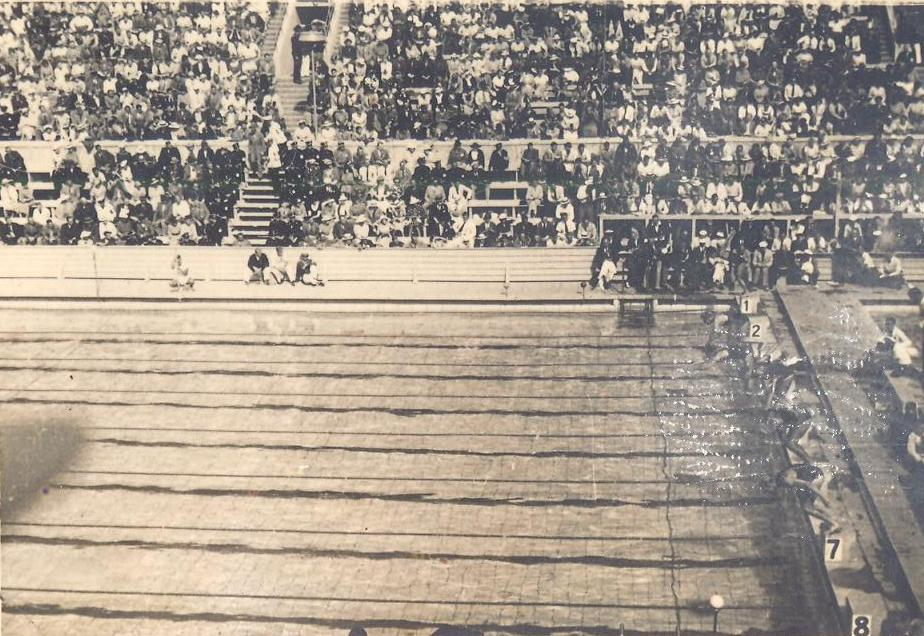
Плавання на літніх Олімпійських іграх 1936 року в Берліні

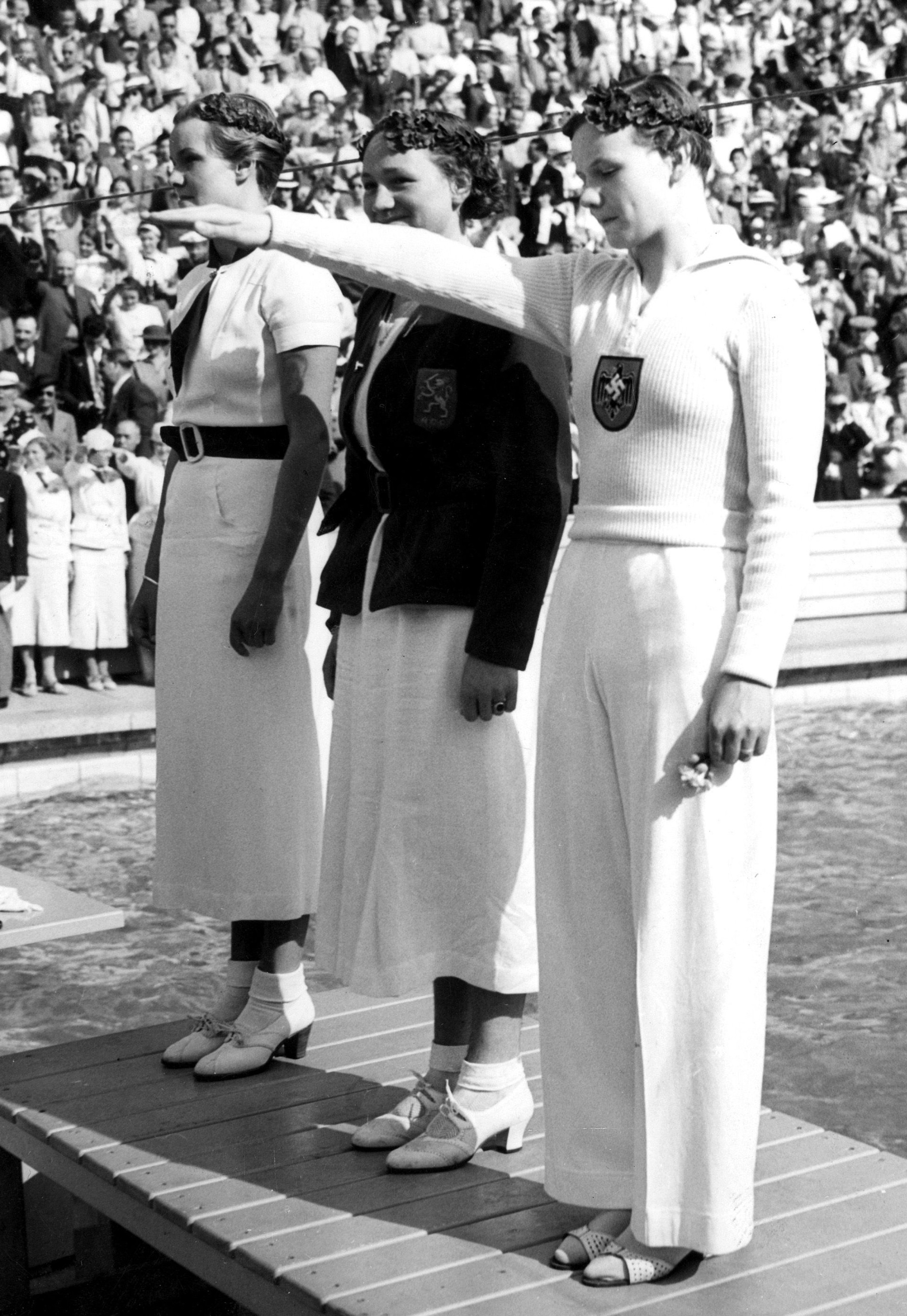
П'єдестал пошани на дистанції 100 м вільним стилем на Олімпійських іграх 1936 року

### Чоловіки
| Дисципліни                      | Золото                                                             | Срібло                                                     | Бронза                                                              |
| ------------------------------- | ------------------------------------------------------------------ | ---------------------------------------------------------- | ------------------------------------------------------------------- |
| 100 м вільним стилем            | Ференц Чік (HUN)                                                   | Масанорі Юса (JPN)                                         | Сіґео Араї (JPN)                                                    |
| 400 м вільним стилем            | Джек Медіка (USA)                                                  | Сюнпей Уто (JPN)                                           | Сьодзо Макіно (JPN)                                                 |
| 1500 м вільним стилем           | Нобору Терада (JPN)                                                | Джек Медіка (USA)                                          | Сюнпей Уто (JPN)                                                    |
| 100 м на спині                  | Адольф Кіфер (USA)                                                 | Ел Ванде Веге (USA)                                        | Масадзі Кійокава (JPN)                                              |
| 200 м брасом                    | Тецуо Хамуро (JPN)                                                 | Ервін Зітас (GER)                                          | Рейдзо Коїке (JPN)                                                  |
| Естафета 4×200 м вільним стилем | Японія (JPN) Сіґео Араї Сіґео Суґіура Масахару Таґуті Масанорі Юса | США (USA) Ралф Фленеґен Джон Масіоніс Джек Медіка Пол Волф | Угорщина (HUN) Оскар Абай-Немеш Ференц Чік Еден Гроф Арпад Лендьєль |

### Жінки
| Дисципліни                      | Золото                                                                 | Срібло                                                               | Бронза                                                      |
| ------------------------------- | ---------------------------------------------------------------------- | -------------------------------------------------------------------- | ----------------------------------------------------------- |
| 100 м вільним стилем            | Рі Мастенбрук (NED)                                                    | Жаннетт Кемпбелл (ARG)                                               | Ґізела Арендт (GER)                                         |
| 400 м вільним стилем            | Рі Мастенбрук (NED)                                                    | Раґнгільд Гвеґер (DEN)                                               | Ленор Вінґард (USA)                                         |
| 100 м на спині                  | Ніда Сенфф (NED)                                                       | Рі Мастенбрук (NED)                                                  | Еліс Бріджес (USA)                                          |
| 200 м брасом                    | Хідеко Маехата (JPN)                                                   | Марта Ґененґер (GER)                                                 | Інґе Серенсен (DEN)                                         |
| Естафета 4×100 м вільним стилем | Нідерланди (NED) Рі Мастенбрук Віллі ден Ауден Йопі Селбах Тіні Ваґнер | Німеччина (GER) Ґізела Арендт Рут Гальвсґут Лені Ломар Інґеборґ Шміц | США (USA) Мевіс Фрімен Берніс Лепп Олів Маккін Кетрін Роулз |

## Країни-учасниці
Змагалися 248 плавців і плавчинь з 29-ти країн.
- Аргентина  (1)
- Австралія  (5)
- Австрія  (8)
- Бермуди  (5)
- Болівія  (1)
- Бразилія  (16)
- Канада  (14)
- Чилі  (4)
- Олімпійський комітет Росії  (2)
- Чехословаччина  (3)
- Данія  (18)
- Єгипет  (5)
- Естонія  (2)
- Фінляндія  (2)
- Франція  (8)
- Німеччина  (24)
- Велика Британія  (20)
- Греція  (5)
- Угорщина  (13)
- Японія  (21)
- Люксембург  (4)
- Нідерланди  (14)
- Перу  (3)
- Філіппіни  (5)
- Польща  (4)
- Швеція  (5)
- Швейцарія  (4)
- США  (28)
- Югославія  (4)